# Баньковский, Лев Владимирович
Лев Владимирович Банько́вский (10 июля 1938, Тетюхе — 1 апреля 2011, Пермь) — российский экономист Уральского филиала АН СССР, кандидат географических наук (1994), эколог, геолог (ПермНИПИнефть), авиационный инженер и лётчик-планерист. Участвовал в разработке и изучении концепций Уральской горнозаводской цивилизации, единой сети охраняемых природных территорий. Общая библиография содержит свыше 1100 различных публикаций.

## Биография
Родился в посёлке горняков Тетюхе (с 1972 года — Дальнегорск) Приморской области в семье геологов.
Отец — горный инженер Баньковский Владимир Иванович (29 мая 1913 — 21 октября 1977).
Мать — Баньковская (в девичестве Гаврилова) Татьяна Александровна (16 января 1914, Иркутск — 11 декабря 2006).
В семье кроме Льва были три девочки — Галина, Антонина, Ольга. Благодаря тому, что его родители постоянно ездили в длительные командировки вместе с семьей, Баньковский успел в детстве побывать во многих местах СССР: у подножья Тянь-Шаня, на Алтае, в Карпатах, на Кавказе, в Донбассе. После окончания средней школы в г. Донецк Ростовской области Лев Баньковский трудился на подмосковном аэродроме Полярной авиации Главсевморпути Министерства морского флота СССР в Захарково (1955—1957). В группе главного парашютиста Полярной авиации Андрея Медведева совершил первый прыжок с аэростата на аэродроме в Долгопрудном.

### Учёба в Московском авиационном институте

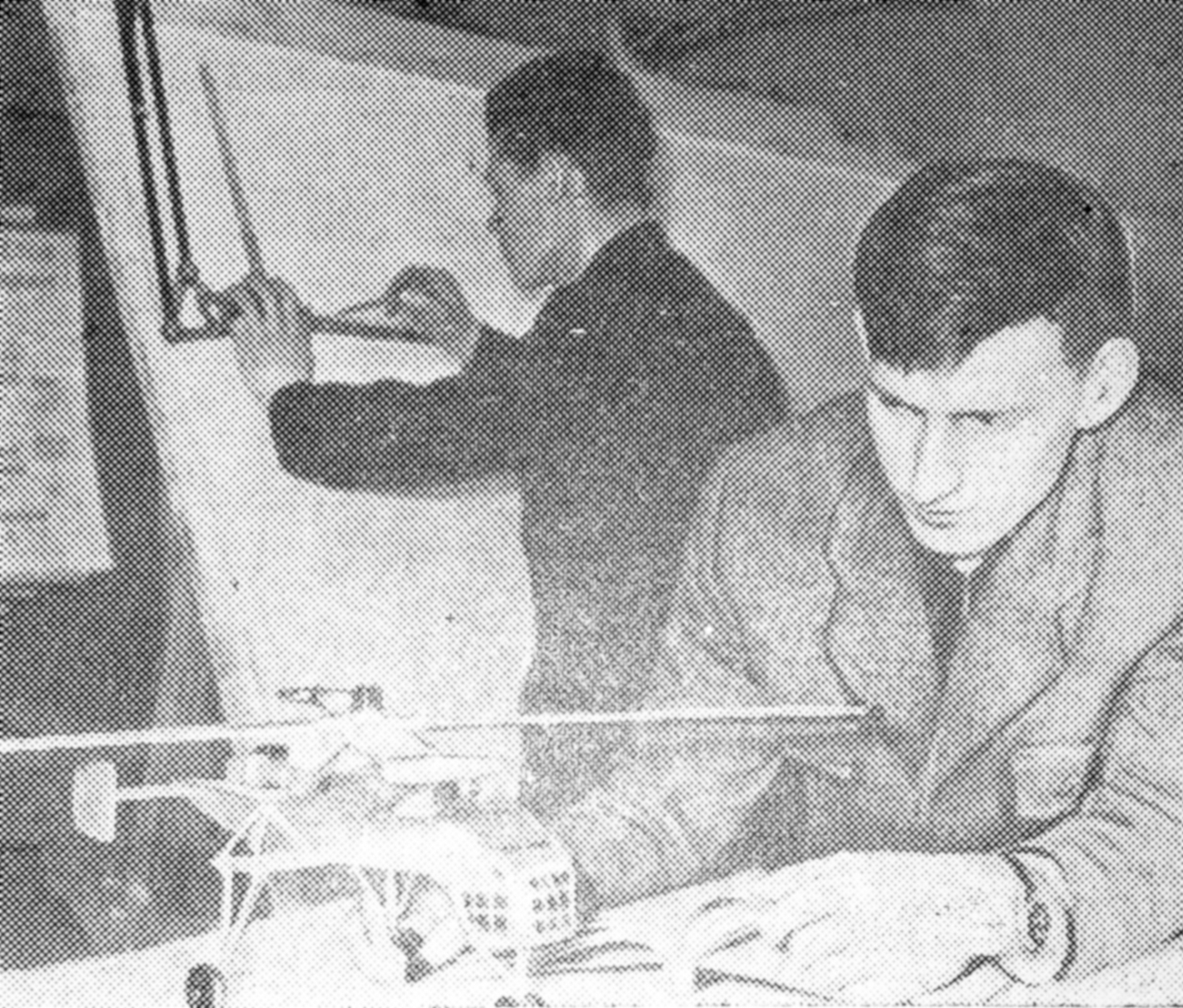
На снимке: Лев Баньковский (студенческое конструкторское бюро СКБ-2 «Вертолёт») знакомится с материалами по реактивным вертолётам. Источник:

В 1957 году поступил в Московский авиационный институт им. С. Орджоникидзе. За годы учёбы на факультете Двигатели летательных аппаратов в свободное от обучения время освоил в аэроклубе самолёты, планера, парашюты, работал авиатехником аэроклуба. Вёл активную общественную работу, участвовал в закладке фундамента титанового монумента «Покорителям космоса» на ВДНХ. В студенческом конструкторском бюро СКБ-2 «Вертолёт» сотрудничал с Николаем Ильичом Камовым. Дипломный проект Лев Баньковский посвятил разработке силовой установки экспедиционного марсианского вертолёта («Техника — молодёжи»), получил положительный отзыв Сергея Павловича Королёва. Сотрудничал с многотиражной институтской газетой «Пропеллер».

### Авиационный инженер и популяризатор науки
После окончания МАИ в 1963 году получил направление в Пермь по специальности инженер-технолог завода им. Я. М. Свердлова. Руководил Экспериментальной лабораторией авиационной техники. Активный участник, а затем председатель Пермского отделения Всесоюзного астрономо-геодезического общества (ПО ВАГО, середина 60-х-80-е), издавал тематическую газету «Мысль», выступал в Калуге на Циолковских чтениях, в Государственном музее истории космонавтики имени К. Э. Циолковского (1968, 1971, 1975, 2006) с теорией происхождения и эволюции солнечной системы, которую изучал вместе со своим отцом Владимиром Ивановичем Баньковским (см. книгу «Опасные ситуации природного характера»). Много лет работал над проектом книги о К. Э. Циолковском. Часть её опубликована в 2006 году. Являлся одним из инициаторов создания памятника на месте посадки космического корабля «Восход-2», памятника космонавтам на берегу реки Камы. В середине 1990-х по приглашению читал лекции в Звёздном Городке — Центре подготовки космонавтов имени Ю. А. Гагарина. Своеобразной вехой можно назвать историческое исследование «Авиационная этнология».

### Экспедиции по Уралу и Поволжью

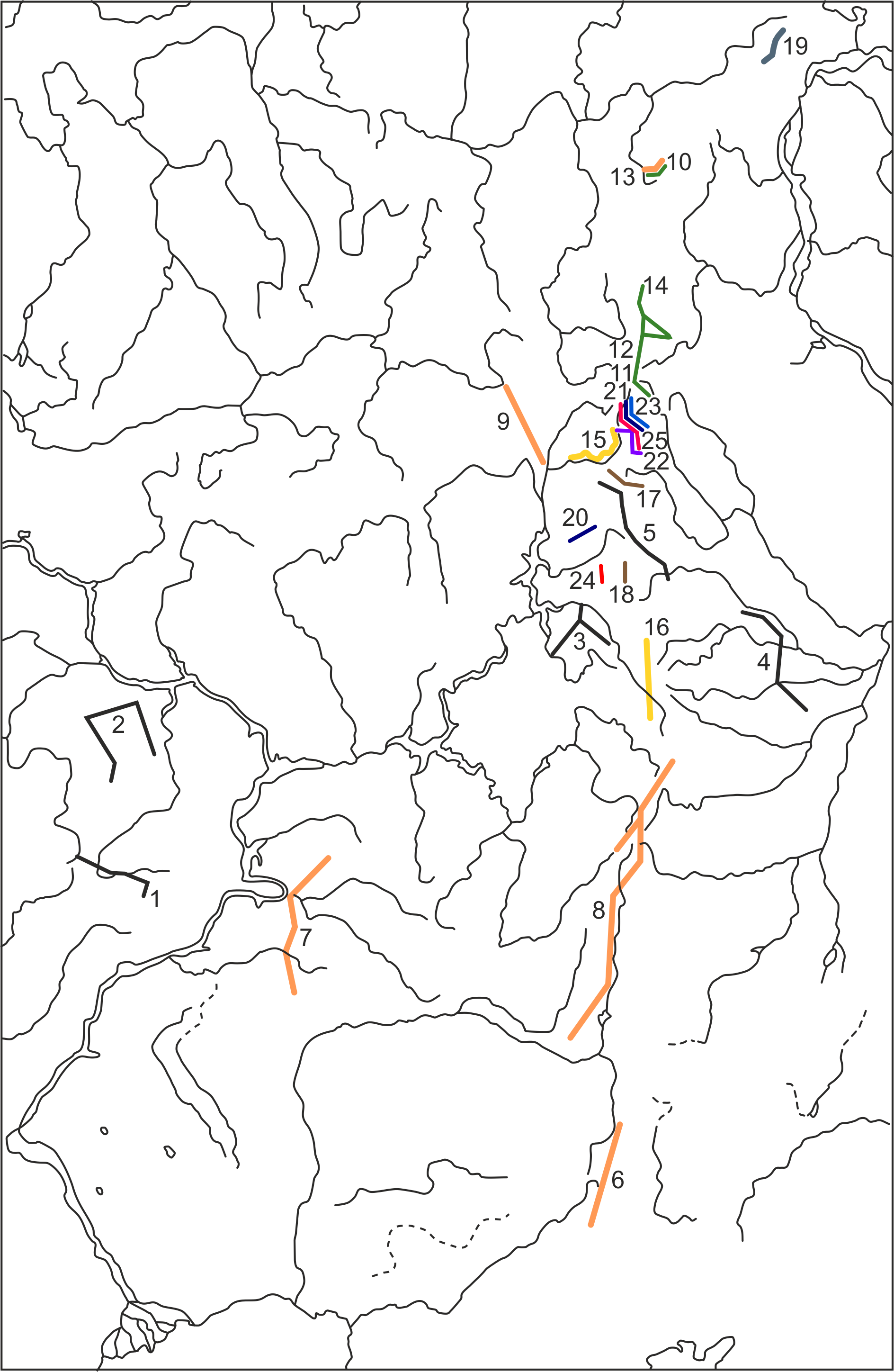
Маршруты исследований Льва Баньковского ныне существующих и перспективных охраняемых природных и историко-культурных территорий на Урале и в смежных регионах с 1983 по 1993 годы:
1983
— №1. Май. Поперечное—Верхозим (Попереченская и Кунчеровская степи Пензенской области).
— №2. Май. Митрополье—Княгинино—Ичалки—Починки (степные и лесостепные участки Нижегородской области).
— №3. Июнь. Кын—Чусовой—Кунгур (лесостепные участки Пермской области).
— №4. Июль. Шатрово—Благовещенское (лесостепные участки Курганской и Свердловской областей).
— №5. Июль—август. Карелино—Красный Берег (пересечение Уральского хребта, Свердловская и Пермская области).
1984
— №6. Апрель. Берчогур—Богетсай (горы Мугоджары, Актюбинская область).
— №7. Май. Серноводск—Южные Грызлы (степные участки Куйбышевской области, например ООПТ «Грызлы — опустыненная степь»).
— №8. Май—июнь. Сара—Вишнёвогорск (Уральский хребет, Оренбургская и Челябинская области).
— №9. Июль. Пильва—Югыдьяг (Немская возвышенность, Пермская область и Коми АССР).
— №10. Август. Большая Таврота–гора Народная (Уральский хребет, Коми АССР).
1985
— №11. Июнь. Ушма—Отортен (Уральский хребет, Свердловская область).
— №12. Июль. Няксимволь—Ушма (Зауралье, Уральский хребет, Тюменская и Свердловская области).
— №13. Июль—август. Манарага—Желанный (Уральский хребет, Коми АССР).
— №14. Сентябрь. Няксимволь—Приполярный (Уральский хребет, Тюменская область).
1986
— №15. Июнь—июль. Всеволодо—Благодатское–Красновишерск (Уральский хребет, береговые обнажения р. Вишеры. Свердловская и Пермская области).
— №16. Июль—август. Полевской–Нижний Тагил (Уральский хребет, Свердловская область).
1987
— №17. Июнь. Североуральск—Золотанка/посёлок лесозаготовителей Золотанка в нижнем течении реки. Улс (пересечение Уральского хребта, Свердловская и Пермская области).
— №18. Август. Тёплая Гора–Медведка (Уральский хребет, Свердловская и Пермская области).
1988
— №19. Июль. Большой Пайпудын – Большая Хара—Маталоу (Уральский хребет Тюменская область и Коми АССР).
1989
— №20. Июль. Якуниха – Яйва (река Яйва. Пермская область).
— №21. Июль. Большая Мойва (Уральский хребет, Пермская область).
1990
— №22. Июль. Тохта–Гранитная (Уральский хребет, Свердловская область).
1991
— №23. Июнь—июль. Малая Мойва (Уральский хребет, Пермская область).
1992
— №24. Июнь—июль. Старая Вильва–Усьва (хребет Басеги, Пермская область).
1993
— №25. Июль—август. Малая Мойва–Ольховка–гора Эква-Сяхыл–Большая Мойва–Вишера–пос. Вая (Уральский хребет, Пермская область).

Работая в Перми, Баньковский окончил геологический факультет Пермского государственного университета. Трудился инженером-конструктором в Пермской комплексной геологоразведочной экспедиции (ПКГРЭ, 1971—1975), старшим научным сотрудником в ПермНИПИнефть (с 1975 по 1979 гг.) и в Пермской лаборатории комплексных экономических исследований Института экономики УНЦ АН СССР, позже — УрО РАН (с 1979 по 2000 гг.). В 1983—1993 годах совершил ряд экспедиций по Уралу и Поволжью.

### Деятельность по охране природы

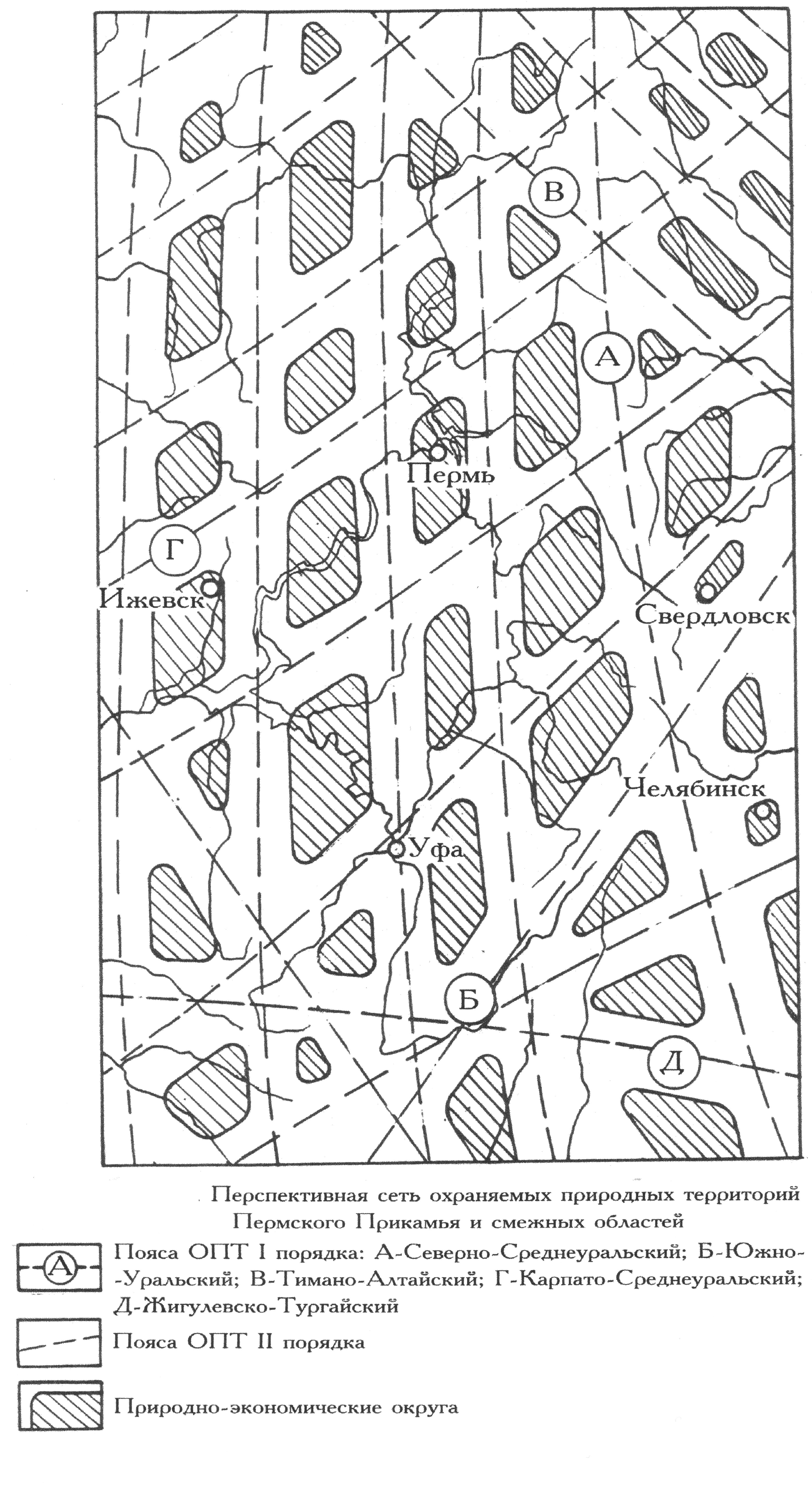
Перспективная сеть охраняемых природных территорий. Источник:

С конца 1960-х годов Л. В. Баньковский начал работать над природоохранной концепцией экономического развития территорий, выступал с лекциями и статьями в периодике и на радио по темам ресурсоведения (лесные и водные ресурсы), в частности, по экологической защите реки Волги, Камы и др. рек. Являлся руководителем сектора информации совета молодых учёных и специалистов Пермского Обкома ВЛКСМ. Предложил проект сбора и переработки всех промышленных стоков и выбросов в централизованных технических системах. Организатор и участник научно-практических конференций «Человек и природа» (Пермь, 1969, 1973). Разрабатывал принципы районирования и зонирования природоохранных территорий, научно обосновывал необходимость создания заповедников и заказников, готовил документы для их открытия, собирал и систематизировал гербарий (Басеги, Ерментау, Вишерский и др.).
Более 20 лет путешествуя по Уральским горам в научных экспедициях УрО РАН, создавал списки и описания памятников природы и проекты экологических маршрутов и троп, работал над обоснованием единой сети охраняемых природных территорий. В 1994 году по этой теме защитил диссертацию на учёную степень кандидата географических наук. В диссертации осуществлён синтез научных исследований по палеотектонике, геологии, экологии, гидрологии. В связи с детальной разработкой природных аспектов районных планировок выступал на семинарах в Институте урбанистики в Санкт-Петербурге и в Архитектурно-художественной академии в Екатеринбурге, читал лекции по этой теме в Звёздном Городке. Написал два раздела по экологии градостроительства в двухтомном учебно-методическом пособии для студентов-архитекторов (1995). Во время работы в Институте экономики УрО РАН прошёл соответствующие длительные стажировки в научных учреждениях Москвы, Пущино, Казани, Сыктывкара, Томска, Екатеринбурга.

Особое место в творческом наследии занимает книга «История и экология» об истоках историко-культурного развития России. Рецензентом выступил доктор исторических наук, главный научный сотрудник Института Дальнего Востока Российской Академии Наук, Павел Михайлович Кожин (недоступная ссылка). Книга получила премию Первой степени Пермского края в номинации «Науки о Земле» в 2009 г. с характеристикой: 
Реконструирована модель строения взаимодействия экологии и культуры в России на протяжении XVII-XX столетия. Монография вскрывает исторические корни отечественного патриотизма и способствует развитию патриотического образования и воспитания в среде студенческой молодёжи.
Кроме того, в книге автор подвёл итог философскому поиску принципов системологии как науки и вопросам многоаспектного индексирования и рубрикации научной информации по естественным наукам (ранее опубликован «Рубрикатор…»). Разработал системологические схемы для решения задач философии и культурологии.

### Публицистика в области естественных наук
В конце 1960-х — 1980-е годы Баньковский известен большой работой по распространению знаний из различных естественных наук: геологии, палеонтологии, сейсмологии. Общая библиография Баньковского содержит более 1100 наименований.
Как член общества «Знание» с лекциями ездил по городам СССР. Уже в 1969 году вышла его статья по сейсмологии.
С моделью о природе землетрясений выступал на семинаре в Институте сейсмологии Академии наук Республики Узбекистан в Ташкенте и на заседании Учёного совета в Институте физики Земли им. О. Ю. Шмидта (Москва). Участник II Международного океанографического конгресса в Москве (1966), IV Всесоюзного семинара по вулканогенно-осадочному литогенезу в Южно-Курильске (1974), вулканологического симпозиума во Владивостоке (1976), а также конференций, симпозиумов, совещаний и других аналогичных мероприятий. Инициатор и участник Международного геологического конгресса «Пермская система земного шара» (1991), посвященного 150-летию открытия пермской геологической системы. Вёл палеонтологические раскопки, например, на берегу реки Сюзьвы, где обнаружил рощу ископаемых деревьев (1979, 1980), исследовал памятник природы «Побитые Камни» в Болгарии (ископаемые деревья), изучал флору и фауну пермского геологического периода.
Вёл вместе с отцом переписку с ЮНЕСКО по поводу проектов спасения Венеции от катастрофических наводнений.

### Медицинские эксперименты
Семь лет стажировки в Пермской медицинской академии помогли организовать действенную доврачебную помощь в экспедиционных условиях. По заданиям учёных-гигиенистов питания в течение многих лет испытывал на себе более ста видов дикорастущих растений для возможного использования их в пищевых и лечебных целях в обычных и экстремальных условиях. В медицине разрабатывал принципы культуры здоровья, психологии здоровья, психологической безопасности. В развитие идей русских мыслителей XIX в. ввёл философские категории: стихия окружающей среды, стихия чувствования, стихия мышления, стихия деятельности и связал их с понятиями «культура» и «здоровье». Обосновал тезис о том, что потенциальные ресурсы здоровья и ресурсы культуры человека в сущности своей не различаются, то есть формирование резервов здоровья осуществляется на фоне всестороннего культурного развития человека. Участвовал в международной биологической программе «Человек и биосфера».
Определил такие понятия, как Тимано-Алтайская горная складчатая система, Известковый кряж, открытый В. Я. Цингером, развивал введённое А. Е. Ферсманом понятие «Культура камня», идею И. И. Спрыгина о новом волго-уральском центре видообразования растений на специфических горных породах, возникших в пермский геологический период.
Ещё одна награда — Диплом Лауреата конкурса за лучшую научную книгу 2006 года (Сочи, 2007, Фонд развития отечественного образования) получена за книгу «Опасные ситуации природного характера, Ч. I». Вторую часть книги Лев Владимирович подготовил к печати в 2011 году.

### Создание «пермистики» и популяризация пермского краеведения
Баньковский стал фактическим создателем нового направления в краеведении — «Пермистики». Под этим словом понимают различные явления: работы в области филологии «пермских» языков, социально-туристические проекты, мифы и легенды Пермского края и краеведение Прикамья. Доктор исторических наук Г. А. Янковская определила пермистику как «современные пермские мифы идентичности 1990-х — 2000-х гг.» и назвала манифестом пермистики проект «Пермь как текст». Зарождение «пермистики» произошло в 1980-е годы. Филолог В. В. Абашев выдвинул идею особенности региональной пермской культуры. Л. В. Баньковский максимально расширил значение «Пермистики», включив значимые междисциплинарные открытия, такие как Пермская геологическая система.
В период перестройки вышли краеведческие публикации Баньковского, посвящённые Прикамью. В них он обосновывал необходимость сохранения Пермского Первогорода, Разгуляя, других памятников культуры, являлся руководителем оргкомитета по разработке программы «Егошиха». Создавал Пермское областное Рериховское общество как философскую платформу для обсуждения сохранения и изучения исторического наследия, был избран его председателем, участвовал в подъёмах рериховского Знамени Мира на вершины Среднего Урала как символа, который мог бы содействовать включению этих природных объектов в Список Всемирного наследия ЮНЕСКО (англ. The World Heritage List, natural properties).

Л. В. Баньковский предлагал создать на месте Разгуляя музей под открытым небом — музей истории, науки и техники с прогулочными дорожками, видовыми площадками, павильонами, ротондами. Возможно, первым шагом к созданию такого музея станет открытие в сквере на Разгуляе памятника основателю Перми В. Н. Татищеву в честь 280-летия со дня рождения города.
— Балков Ю.М. Пермский Разгуляй
В период перестройки Баньковский являлся организатором и участником научно-практических и студенческих конференций («Соль и освоение края», 1986; «История ботанических садов СССР», 1988), посвящённых Прикамью. Логическим завершением исследований второй половины 1980-х годов стала вышедшая в 1991 году книга Баньковского «Пермистика». Это издание Г. А. Янковская охарактеризовала как «первый канонический свод элементов новой региональной мифологии».
В 1990-е — 2000-е годы Баньковский продолжил исследования в области «пермистики», популяризируя Прикамье. Для этого он стал инициатором создания некоторых учреждений, направленных на сохранение и популяризацию прошлого края: Музея Соли России (Соликамск), Мемориального ботанического сада имени Г. А. Демидова, Дома-музея художников Олейниковых, эколого-биологического центра, а также многих новых музейных выставок и экспозиций. Как краевед-историк много сделал для возрождения народных ремёсел, участвовал в возрождении Никольского (Усолье), Крестовоздвиженского (Соликамск) и других храмов, оказывал помощь и поддержку в передаче их церкви, реставрации, в организации Усольского Спасо-Преображенского монастыря.
Баньковский разработал ряд культурных брендов и ввёл несколько новых понятий для описания местных культурных явлений, что позволило ему популяризировать краеведение Прикамья. Например, он определил Соликамск как соляную столицу России и открыл заново Бабиновский тракт, показал место, роль и значение Соликамска как Города-Перекрёстка — в пространстве и в истории Отечества (книга «Соликамск: город-кристалл», 2005, 2007). Обосновал расширительное толкование термина «культура», работал над вопросами региональной культурологии, обозначив новые дисциплины «уралистика» (1995) и «пермистика»(1991, 2004, 2009), а в рамках соликамской провинциальной культуры — «соликамсковедение»(2005).
Некоторые краеведческие гипотезы Баньковского выглядят весьма оригинально и даже эвристически. Например, он предположил, что фигура ящера в пермском зверином стиле появилась в результате находок древними литейщиками меди при разработке медистых песчаников окаменевших скелетов вымерших ящеров.

### Педагогическая деятельность

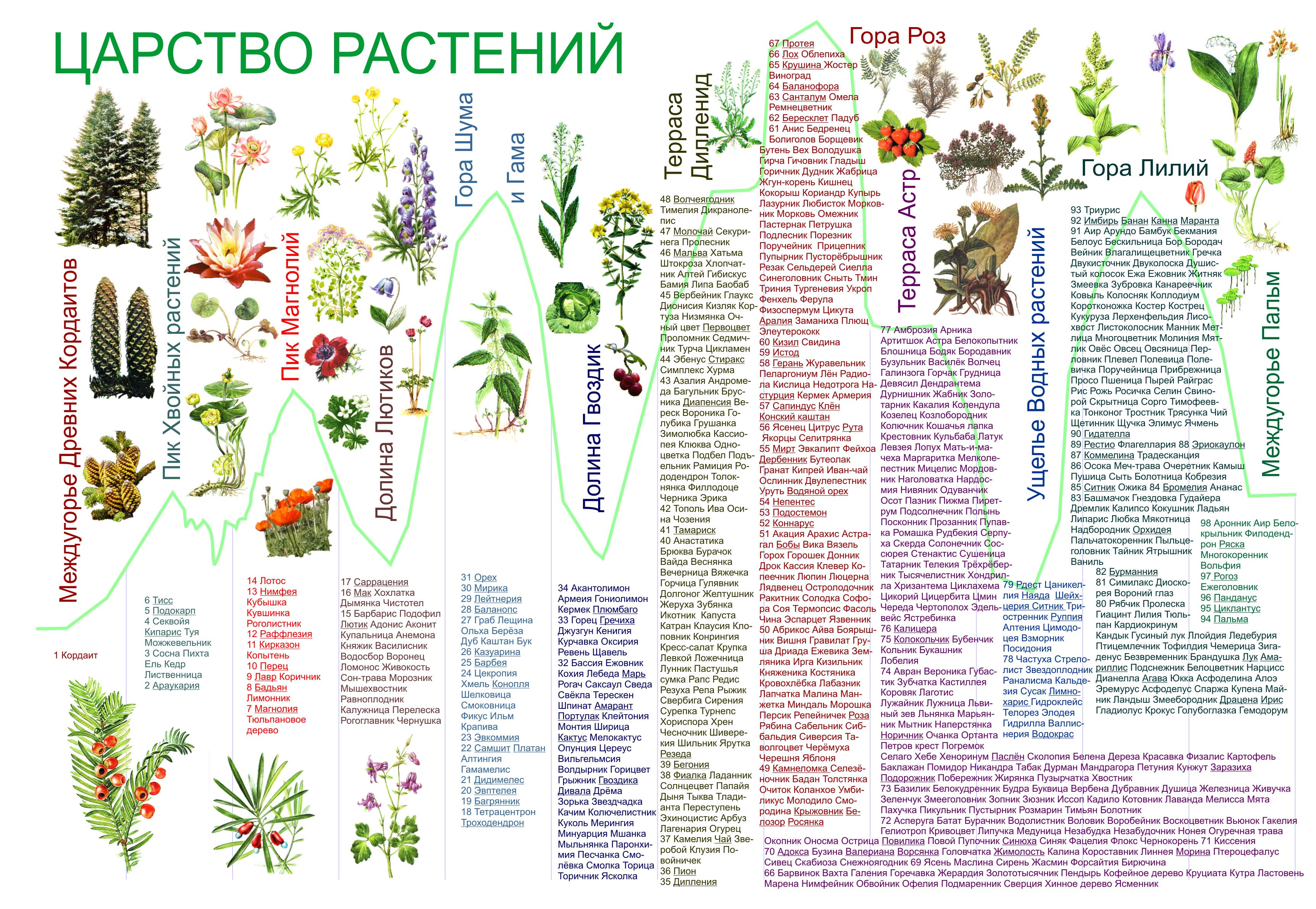
Игровое поле «Царство растений» из детской природоведческой игры Льва Баньковского. Источник:,

Педагогической деятельностью Баньковский занимался со студенческих лет. И выйдя на пенсию, активно продолжил это направление, сочетая преподавание в школе с подготовкой учебно-методических пособий. С 1994 года жил в г. Березники Пермского края. В 1995—1996-е гг. в школе-студии «Колорит», преподавая художественное естествознание, работал над учебником «Древнее искусство Урала» для учебных заведений разного уровня.
Оказывал помощь и поддержку в экологическом воспитании детей. Последнюю загородную экскурсию со школьниками провёл летом 2010 года, уже будучи тяжело больным. Издавал книги и компьютерные газеты с творческими работами детей, родителей, учителей («Экология. Родители. Дети», 2000, «Наша жизнь в первобытном обществе», 1995, «Ветер», 1995 и др.). В Соликамске являлся соинициатором создания детского образовательного центра «РОСТ» с концепцией развития образовательного центра с лингвокультурологической направленностью (2010), предложил к изданию серию детских природоведческих игр, объединил юных журналистов-исследователей вокруг издания «Окна РОСТа».
С 2000 года и до конца жизни — доцент Соликамского государственного педагогического института на кафедре медико-биологических дисциплин. Читал курсы лекций и вёл семинары по экологии, охране природы, безопасности жизнедеятельности и другим смежным наукам. Особое значение придавал культуре чтения, культуре книги, гигиене умственного труда. Работал над книгой о природе творчества.
Цитата из текста «Благодарности» Доценту ГОУ ВПО СГПИ, кандидату географических наук, Баньковскому Л. В.:
Учредители Всероссийской Олимпиады «Созвездие»: Международный центр обучающих систем (МЦОС); Представительство ЮНЕСКО в РФ; Международная кафедра-сеть ЮНЕСКО/МЦОС «Передача технологий для устойчивого развития»; Российский Государственный научно-исследовательский Центр подготовки космонавтов имени Ю.А. Гагарина; Администрация наукограда Королёва — выражают искреннюю признательность за активную работу с подрастающим поколением, направленную на воспитание патриотизма, основанного на гордости и уважении к великим свершениям старших поколений; за то участие, которое Вы лично приняли в подготовке и поддержке команды Вашего города для участия в 9-й Олимпиаде «Созвездие-2008». В Олимпиаде приняли участие делегации из 54 регионов России. Президент МЦОС, Координатор кафедры ЮНЕСКО/МЦОС С.И. Пешков, Профессор ЮНЕСКО, 2008 г., подпись, печать.
Из лекционных курсов
| Пермский государственный университет / Соликамский государственный педагогический университет | Пермский государственный университет / Соликамский государственный педагогический университет | Пермский государственный университет / Соликамский государственный педагогический университет |
| --------------------------------------------------------------------------------------------- | --------------------------------------------------------------------------------------------- | --------------------------------------------------------------------------------------------- |
| Социально-экономические основы охраны природы                                                 | Мониторинг окружающей среды                                                                   | Прикладная экология и мониторинг окружающей среды                                             |
| Экология и экологическая безопасность                                                         | Правовое регулирование экологической безопасности                                             | Основы национальной безопасности                                                              |
| Опасные ситуации техногенного характера и защита от них                                       | Природопользование                                                                            | Чрезвычайные ситуации природного характера и защита от них                                    |
| Экология и безопасность жизнедеятельности                                                     | Биология                                                                                      | Метеорология и климатология                                                                   |
| Общество "Знание"                                                                             |                                                                                               |                                                                                               |
| «Космос – человеку»                                                                           | «К.Э. Циолковский»                                                                            | «Охрана природы в Пермской области»                                                           |
| «Земля и жизнь»                                                                               | «Современные проблемы охраны природы»                                                         | «Происхождение жизни на Земле»                                                                |
| «Человек и природа»                                                                           | «60 лет Всероссийскому обществу охраны природы»                                               | «Планета Земля – современные проблемы исследований»                                           |
| «Туризм в СССР»                                                                               | «Экономика и культура»                                                                        | "Заповедные территории: перспективы развития"                                                 |

## Краткая хронология жизни и деятельности
- 10 июля 1938 — рождение. Тетюхе (ныне Дальнегорск) Ольгинского района Приморского края
- 1955 — окончание средней школы, г. Донецк Ростовской-на-Дону обл.
- 5 июля 1957 — присвоен первый класс авиамоториста на аэродроме Полярной авиации Главсевморпути Министерства морского флота СССР. Московский отдельный авиационный отряд.
- 1957 — поступление в Московский авиационный институт им. С. Орджоникидзе. Факультет двигателей летательных аппаратов.
- 1963 — год окончания МАИ.
- 18 ноября 1963 — принят на завод им. Я.М. Свердлова инженером-технологом (г. Пермь, изв. как «Пермские моторы»).
- 1965 — участвовал в работе 4-го Всесоюзного съезда Всесоюзного астрономо-геодезического общества, Рига
- 1966 — участие во II Международном океанографическом конгрессе в Москве, в МГУ.
- 6 декабря 1967 — начало работы в Пермском геологоразведочном тресте
- 9 августа 1968 — поступил на геологический факультет Пермского государственного университета.
- 1968 — участие в Международном геологическом конгрессе, Прага (International Geological Congress. XXIII Session. Czechoslovakia).
- 31 мая 1973 — дата выдачи диплома об окончании геологического факультета Пермского университета. Специальность – инженер-геолог.
- 28-29 мая 1974 – геологическая конференция по основным направлениям геологоразведочных работ на территории Пермской области в 1974-1980 гг. Доклад «Тектоника востока Русской платформы».
- 25 августа 1974 — участие в IV-м всесоюзном семинаре вулканологов Института вулканологии АН СССР. Кунашир. г. Южно-Курильск.
- 19 марта 1975 — принят и.о. старшего научного сотрудника сектора тектоники Института «ПермНИПИнефть».
- 1976 — участие в Вулканологическом всесоюзном симпозиуме по изучению и использованию глубинного тепла Земли в вулканических областях, г. Петропавловск-Камчатский
- 1977-1981 — учёба в заочной аспирантуре на геологическом факультете Пермского государственного университета.
- 1978 — вместе с авторским коллективом в Соликамске «приступил к проектированию музея истории солеварения», будущему музею «Соли России».
- 5 сентября 1978 — выступление с сообщением на тему диссертации на семинаре Южного отделения Института океанологии АН СССР (г. Геленджик).
- 19 ноября 1979 — перевод из ПермНИПИнефть в связи с избранием по конкурсу в Институт экономики Уральского научного центра АН СССР.
- 1980 — первые публикации о создании в соликамской шахте музея соли и соляного промысла[88][89].
- 1982 — стажировка в Научном центре биологических исследований АН СССР.
- 23-28 ноября 1982 — командировка в Алма-Ату на научный семинар по теме «Теоретические и практические вопросы заповедного дела». Доклад «Методические вопросы организации единой сети охраняемых природных территорий Казахстана». Научное обоснование создания Ерментауского государственного заповедника в соавторстве с учёными Целиноградского сельскохозяйственного института для Республиканского общества охраны природы Казахской ССР.
- 1982-1983 — изучение Пензенских степей
- 8 февраля 1983 — заседание Комитета «Общество и окружающая среда» Московского филиала Географического общества (МФ ГО СССР, г .Москва). Доклад «Принципы и методы природоохранного районирования».
- 1983-1993 — организация экспедиций с туристическим клубом «Полюс» (Соликамск) и исследование существующих и перспективных охраняемых природных территорий Урала.
- 5 июня 1986 — конференция «Человек и биосфера» (АН УзбССР, Институт сейсмологии). Доклад «Тектоническое районирование Средней Азии». Ташкент.
- 1986 — разработка технического задания на проектирование Музея истории науки и техники в г. Перми для Свердловского архитектурного института.
- 1988 — награждён медалью «Ветеран труда»; награждён нагрудным знаком ВООПИиК «За активную работу в Обществе»; участие в создании инициативной группы «Старая Пермь» при Пермском городском молодёжном творческом объединении (ГМТО).
- 12 января 1990 — награждён нагрудным знаком ВООПИиК «За активную работу в Обществе»; статья «Рождение пермистики» в газете «Звезда».
- 5-10 августа 1991 — выход в свет первого номера газеты «Мысль», органа Пермского отделения Всесоюзного астрономо-геодезического общества (ВАГО), Пермской областной организации Союза научных и инженерных обществ СССР, Пермского научного центра Уральского отделения АН СССР.
- 5-10 августа 1991 — организация и участие в работе Международного геологического конгресса «Пермская система земного шара» (Пермь).
- 1991 — первое издание «Пермистики», создание заповедника «Вишерский».
- 17 апреля 1992 — переведён на должность научного сотрудника по результатам аттестации (ИЭ УНЦ АН СССР).
- 1994 — защита диссертации на учёную степень кандидата географических наук. Институт РосНИИВХ.
- 1995 — переезд в Березники; издание книги «Уралистика» – первый шаг в школьную уральскую культурологию, обозначение культур камня, воды, растения, уральских народов и языков.
- 4 сентября 2000 — принят на должность доцента кафедры медико-биологических дисциплин Соликамского государственного педагогического института (по совместительству).
- 29 августа 2001 — конференция, посвященная десятилетию Вишерского заповедника (Красновишерск).
- 7 декабря 2002 — участник публичных чтений «Лики культуры», Усолье, Строгановские палаты.
- 2004 — 10 лет Соликамскому дендрарию. Участник и инициатор юбилейных мероприятий.
- 2005 — Участие в «Стеллеровских чтениях» в Тюменском государственном университете, Тюмень.
- 2008 — выход в свет книги «История и экология» - ISBN 5-89469-047-1.
- 2008 — второе издание учебного пособия "Опасные ситуации природного характера" – ISBN 5-89469-002-1.
- 2009 — выход в свет книги «Пермистика» (проект «Пермь как текст») – ISBN 978-5-88187-386-8.
- 30 марта 2011 — приезд в Пермскую краевую больницу, в отделение реанимации кардиологии, затем хирургии.

Похоронен на семейном кладбище в Больших Вяземах Одинцовского района Московской области.
- В разные годы избирался: председателем Совета молодых учёных (г. Пермь); председателем Научно-технического горного общества (НТГО)[90]; зам. председателя научно-методического совета правления Пермской областной организации общества «Знание»; членом научно-методического совета по геолого-географическим наукам Пермской областной организации общества «Знание» и членом президиума Пермского городского отделения Всероссийского общества охраны памятников истории и культуры (ВООПИК); председателем секции истории науки и техники Пермского городского отделения ВООПИК.